# کارتوس (سرده)
کارتوس، کاسه تاجی (نام علمی: Plocama) مترادف (نام علمی: Pseudogaillonia) نام یک سرده از تیره روناسیان است.